# Complexe du musée et des archives de Voïvodine
Le complexe du musée et des archives de Voïvodine à Novi Sad (en serbe cyrillique : Комплекс Музеја и Архива Војводине у Новом Саду ; en serbe latin : Kompleks Muzeja i Arhiva Vojvodine u Novom Sadu) est un bâtiment situé à Novi Sad, la capitale de la province autonome de Voïvodine, en Serbie. Construit en 1900, il est inscrit sur la liste des monuments culturels protégés de la république de Serbie (identifiant n° SK 2015),.

## Musée

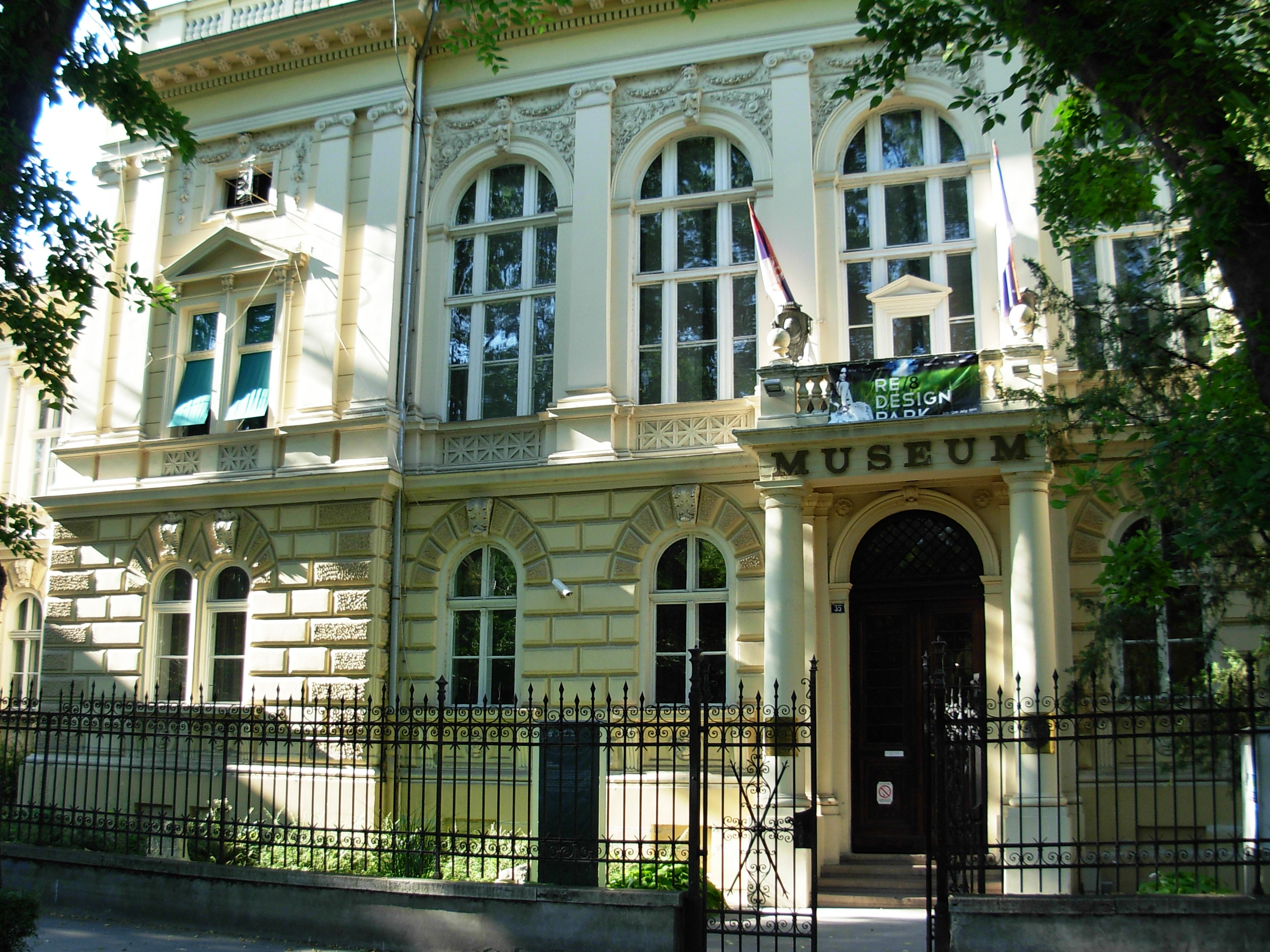
Détail de l'entrée du musée

Le bâtiment du musée de Voïvodine, situé 35 rue Dunavska, a été construit en 1900 sur des plans de l'architecte Gyula Wagner (1851-1937), originaire de Budapest, et réalisé par Somon János et Imre Kireger, qui ont travaillé sur un grand nombre d'édifices de Novi Sad de cette époque ; il était alors destiné à accueillir le tribunal de district de la ville.
Le bâtiment est caractéristique du style éclectique. La façade principale, qui s'articule symétriquement autour du portail, est rythmée par des avancées et couronnée par un attique surmonté d'une balustrade. Le toit lui-même est dominé par deux dômes. Le portail d'entrée est encadré de colonnes et rythmé par des pilastres ainsi que par la forme et la taille des fenêtres ; il est doté d'une riche décoration plastique, notamment à l'étage. L'entrée donne accès à de longs couloirs et à deux cours intérieures. L'ensemble est caractéristique des bâtiments publics de l'époque et, notamment, dans l'organisation des espaces intérieurs, d'un certain rationalisme fonctionnel lié aux normes administratives.
À la fin des années 1960, le tribunal a été transformé en musée. Aujourd'hui occupé par le musée de Voïvodine, il présente à l'étage, sur environ 3 000 m2, près de 6 000 objets représentatifs de l'archéologie, de l'histoire et de l'ethnographie de la Voïvodine. D'autres installations permettent d'accueillir des expositions temporaires, des événements divers, des concerts et des conférences.

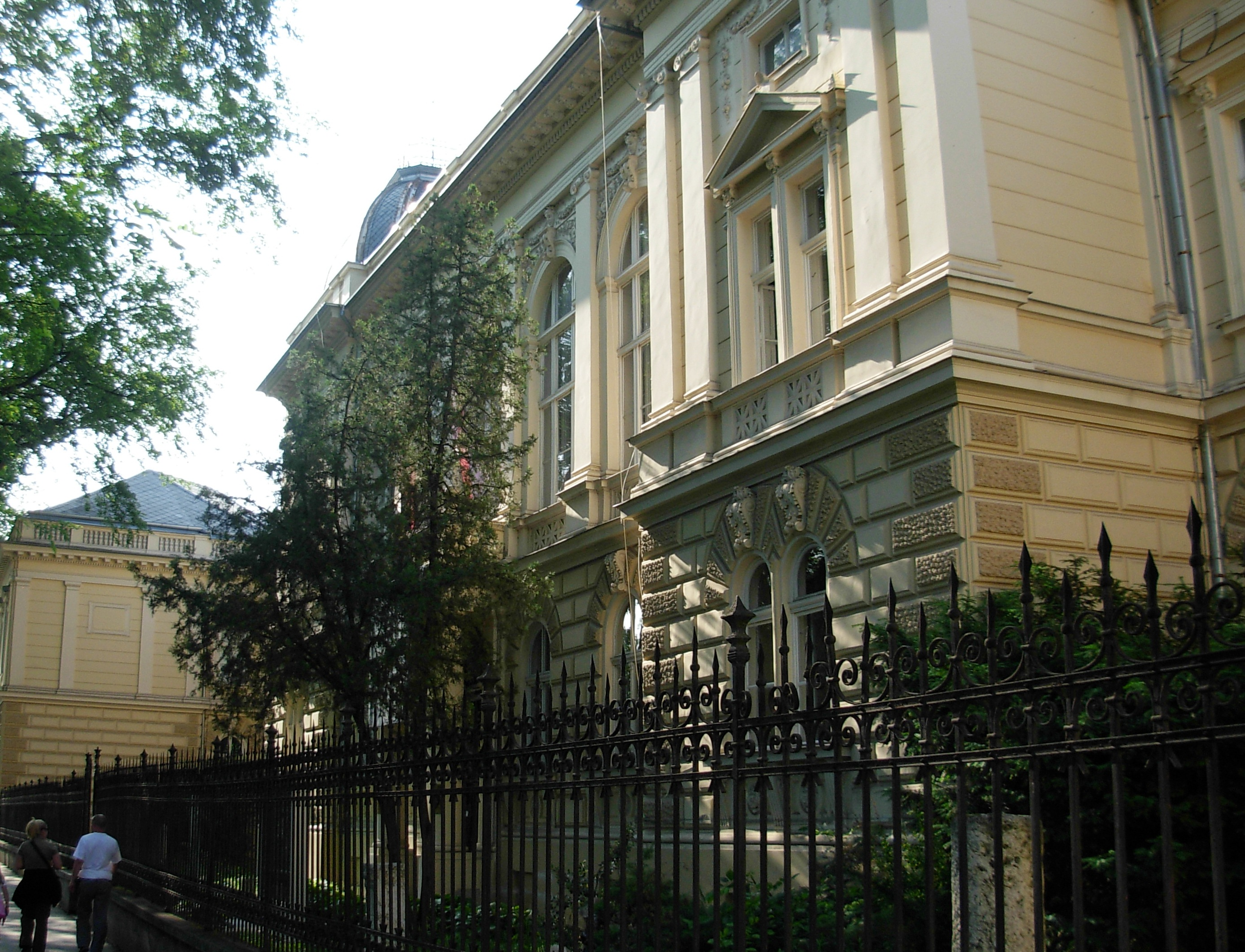
Autre vue du bâtiment

## Archives
Le bâtiment des Archives de Voïvodine est situé lui aussi 35 rue Dunavska. Construit en même temps que l'actuel bâtiment du musée, il a servi de prison au tribunal de district. En 1988, il a été adapté pour y accueillir les archives. Le projet de transformation a été mené par l'architecte Đorđe Grbić. L'édifice, doté d'un rez-de-chaussée et d'un étage, se caractérise par un plan irrégulier ; les façades, simples, sont dotées d'ouvertures géminées ; les angles sont réalisés à l'imitation de blocs de pierre. La cour principale est entourée d'un haut mur de pierre.